# 물의 색

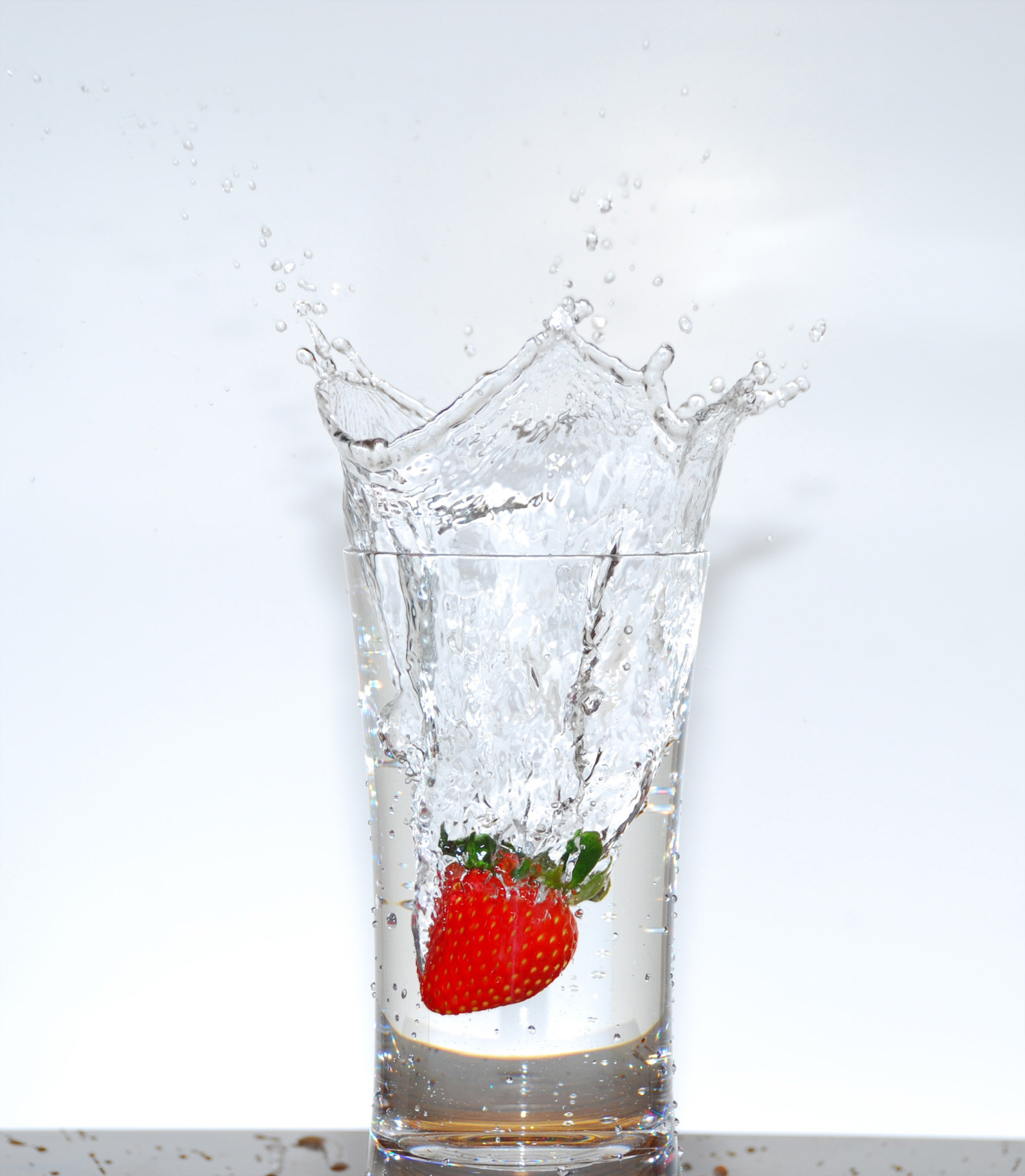
유리잔 내의 적은 양의 물은 사람의 눈에는 무색으로 보인다.

물의 색은 물이 존재하는 주변 조건에 따라 달라진다. 상대적으로 적은 양의 물은 무색으로 보이지만, 순수한 물은 관찰된 샘플의 두께가 증가할수록 더 깊어지는 약간 푸른색을 띈다. 물의 색은 고유한 특성이며 청색광의 선택적 흡수 및 산란으로 인해 발생한다. 용해된 원소나 부유 불순물은 물의 색을 다르게 할 수 있다.

## 고유 색상
양끝이 투명한 창으로 막혀 있고 정수가 채워져 있는 긴 파이프를 통해 흰색 광원을 보면 액체 물의 고유한 색을 알 수 있다. 연한 청록색은 가시광선의 빨간색 부분이 약하게 흡수되어 발생한다.
가시 스펙트럼의 흡수는 일반적으로 물질의 전자 에너지 상태의 여기로 인해 발생한다. 물은 단순한 3원자 분자인 H2O이며 모든 전자 흡수는 전자기 스펙트럼의 자외선 영역에서 발생하므로 스펙트럼의 가시 영역에서 물의 색을 담당하지 않는다. 물 분자에는 세 가지 기본 진동 모드가 있다. 기체 상태의 물에서 O-H 결합의 두 가지 신축 진동은 v1 = 3650 cm−1 및 v3 = 3755 cm−1에서 발생한다. 이러한 진동으로 인한 흡수는 스펙트럼의 적외선 영역에서 발생한다. 가시광선 스펙트럼의 흡수는 주로 698 nm의 파장에 해당하는 고조파 v1 + 3v3 = 14,318 cm−1에 기인한다. 20 °C의 액체 상태에서 이러한 진동은 수소 결합에 의해 적색 편이되어 740 nm에서 적색 흡수가 발생하고 v1 + v2 + 3v3과 같은 다른 고조파는 660 nm에서 적색 흡수를 제공한다. 중수(D2O)의 흡수 곡선은 비슷한 모양이지만 진동 전이의 에너지가 더 낮기 때문에 스펙트럼의 적외선 끝쪽으로 더 이동한다. 이러한 이유로 중수는 적색광을 흡수하지 않으므로 큰 D2O 덩어리에는 더 흔히 발견되는 경수(1H2O)의 특징적인 청록색이 부족하다.
흡수 강도는 각 연속 배음에서 현저하게 감소하여 세 번째 배음에 대한 흡수가 매우 약해진다. 이러한 이유로 파이프의 길이는 1미터 이상이어야 하며 미에 산란을 생성할 수 있는 입자를 제거하려면 정밀 여과를 통해 물을 정화해야 한다.

## 호수와 바다의 색깔
호수와 바다는 여러 가지 이유로 청록색으로 보인다. 하나는 물의 표면이 청록색에서 연한 하늘색에 이르는 하늘의 색을 반사한다는 것이다. 비록 기여할 수는 있지만 이러한 반사가 수역이 청록색으로 보이는 유일한 이유라는 것은 일반적인 오해이다. 이러한 기여로 인해 일반적으로 하늘의 밝기에 따라 수역이 청록색이 아닌 하늘빛 음영으로 보이게 된다. 측면과 바닥이 흰색으로 칠해진 수영장의 물은 하늘이 반사되지 않는 실내 수영장에서도 청록색으로 나타난다. 수영장이 깊을수록 청록색이 더욱 강해진다.
바다 표면에 닿는 빛 중 일부는 반사되지만 대부분은 물 표면을 관통하여 물 분자 및 물 속의 다른 물질과 상호 작용한다. 물 분자는 빛과 상호작용할 때 세 가지 다른 모드로 진동할 수 있다. 빨간색, 주황색, 노란색 파장의 빛이 흡수되어 보이는 나머지 빛은 녹색, 청록색, 파란색 파장으로 구성된다. 이것이 바다의 색깔이 청록색인 주된 이유이다. 반사된 채광창과 깊이에서 산란된 빛의 상대적 기여도는 관찰 각도에 따라 크게 달라진다.
부유 입자에서 산란되는 것도 호수와 바다의 색상에 중요한 역할을 하여 물이 다른 부분에서 더 푸르거나 더 파랗게 보이도록 만든다. 수십 미터의 물은 모든 빛을 흡수하므로 산란이 없으면 모든 물이 검게 보인다. 대부분의 호수와 바다에는 부유 생물과 광물 입자가 포함되어 있기 때문에 위에서 오는 빛은 산란되고 일부는 위쪽으로 반사된다. 부유 입자에서 산란되면 일반적으로 눈처럼 흰색을 나타내지만 빛이 먼저 청록색 액체를 수 미터 통과하기 때문에 산란된 빛은 청록색으로 나타난다. 입자의 산란이 매우 낮은 산악 호수에서 발견되는 것과 같이 극도로 순수한 물에서는 물 분자 자체의 산란도 청록색에 영향을 미친다.
사람의 시선을 따라 대기 중 레일리 산란으로 인한 확산된 하늘 방사선은 멀리 있는 물체에 청록색 또는 연한 하늘색 색조를 부여한다. 이는 먼 산에서 가장 흔히 볼 수 있지만 멀리 있는 바다의 청록색에도 영향을 준다.

## 빙하의 색깔
빙하는 추운 기후에서 떨어진 눈이 압축되는 과정을 통해 형성된 커다란 얼음과 눈 덩어리이다. 눈 덮인 빙하는 멀리서나 가까이에서나 직접적인 주변광으로부터 보호될 때 하얗게 보이는 반면, 빙하는 내부 반사광의 경로 길이가 길기 때문에 일반적으로 진한 파란색으로 나타난다.
상대적으로 적은 양의 일반 얼음은 기포가 많이 존재하고 소량의 물이 무색으로 보이기 때문에 흰색으로 보인다. 반면에 빙하에서는 압력으로 인해 쌓인 눈에 갇힌 기포가 압착되어 생성된 얼음의 밀도가 증가한다. 많은 양의 물은 청록색으로 나타나므로 큰 압축 얼음 조각이나 빙하도 청록색으로 나타난다.

## 더 읽기
- Dickey, Tommy D.; Kattawar, George W.; Voss, Kenneth J. (April 2011), “Shedding new light on light in the ocean” (PDF), 《Physics Today》 64 (4): 44–49, Bibcode:2011PhT....64d..44D, doi:10.1063/1.3580492, 2012년 4월 25일에 원본 문서 (PDF)에서 보존된 문서
- Pettit, Edison (February 1936), “On the Color of Crater Lake Water”, 《Proceedings of the National Academy of Sciences of the United States of America》 22 (2): 139–146, Bibcode:1936PNAS...22..139P, doi:10.1073/pnas.22.2.139, PMC 1076722, PMID 16588059